# Cherré-Au
Cherré-Au község Franciaország Loire mente régiójában, Sarthe megyében. Új községként 2019. január 1-jén jött létre Cherré és Cherreau község egyesítésével. Az egyesüléskor az új község lélekszáma 2746 fő lett. Lakosainak száma 2746 fő (2022. január 1.).

## Népesség
| Lakosok száma | 2698 | 2708 | 2731 | 2723 | 2735 | 2746 |
|               | 2017 | 2018 | 2019 | 2020 | 2021 | 2022 |